# Consonne affriquée labio-dentale sourde
La consonne affriquée labio-dentale sourde est un son consonantique rare, présent dans quelques langues. Son symbole dans l’alphabet phonétique international est [p͡f].

## Caractéristiques
Voici les caractéristiques de la consonne fricative labio-dentale sourde :
- Son mode d'articulation est affriqué, ce qui signifie qu’elle est produite en empêchant d'abord l'air de passer (phase occlusive), puis le relâchant à travers une voie étroite, causant de la turbulence (phase constrictive).
- Son point d’articulation est labio-dental dans sa phase constrictive, ce qui signifie qu'elle est articulée avec la lèvre inférieure et les dents de la mâchoire supérieure. Il existe deux variantes en ce qui concerne la phase occlusive, qui peut avoir un point d'articulation :
  - bilabial, articulé avec les deux lèvres, avec transition rapide vers une position labio-dentale pendant la phase constructive ;
  - labio-dental comme pour la phase constrictive.
- Sa phonation est sourde, ce qui signifie qu'elle est produite sans la vibration des cordes vocales.
- C'est une consonne orale, ce qui signifie que l'air ne s’échappe que par la bouche.
- C'est une consonne centrale, ce qui signifie qu’elle est produite en laissant l'air passer au-dessus du milieu de la langue, plutôt que par les côtés.
- Son mécanisme de courant d'air est égressif pulmonaire, ce qui signifie qu'elle est articulée en poussant l'air par les poumons et à travers le chenal vocatoire, plutôt que par la glotte ou la bouche.

## Symboles de l'API
Son symbole complet dans l'alphabet phonétique international est p͡f, représentant un P minuscule dans l'alphabet latin, suivi d'un F minuscule, reliés par un tirant. Le tirant est souvent omis quand cela ne crée pas d'ambiguïté. Une alternative est de mettre le F en exposant, pour indiquer le relâchement fricatif de l'affriquée. 
| p͡f               | pf                            | pᶠ                   |
| Symbole complet. | Forme simplifiée sans tirant. | Forme avec exposant. |

Par défaut, la phase occlusive indiquée par le P est supposée bilabiale ; il est possible de préciser qu'elle est labiodentale en le diacritant d'un pontet souscrit indiquant une consonne dentale. Une alternative non officielle est d'employer la lettre supplémentaire de l'alphabet latin ȹ, ligature d'un P et d'un Q minuscules. 
| p̪͡f                       | p̪f                                      | ȹ͡f                                 | ȹf                                                |
| Avec le pontet souscrit. | Avec le pontet souscrit et sans tirant. | Avec la ligature (non officielle). | Avec la ligature (non officielle) et sans tirant. |

## En français
Le français ne possède pas le [p͡f].

## Autres langues
- L'allemand possède cette consonne (dans sa variante à phase occlusive bilabiale) et l'écrit pf : Pfeffer « poivre », Apfel « pomme », Sumpf « marécage ».
- Le beembe en possède deux formes avec une distinction phonémique d'aspiration. Exemples : [p͡fínà] « courtepointe » (non aspiré), [p͡fʰúri] « coton » (aspiré).
- Le tsonga en possède également deux formes avec distinction phonémique d'aspiration, dans la variante à phase occlusive labio-dentale. Exemples : [tiɱp̪͡fuβu] « hippopotames » (non aspiré), [ɱp̪͡fʰuka] « distance » (aspiré).